# Florian Puchert
Florian Puchert (* 20. August 1981 in Regensburg) ist ein deutscher Drehbuchautor, Regisseur und Producer.

## Leben
Florian Puchert arbeitete zunächst als Praktikant, später als Junior-Producer bei der Münchner Produktionsfirma K5Film. Er führte Regie bei Kurzfilmen, Musikvideos, Werbe- und Industriefilmen. Seit 2008 arbeitet er als freier Drehbuchautor.
Seit 2018 ist Florian Puchert Honorarprofessor für kreatives Schreiben an der Hochschule für Fernsehen und Film München.
Er arbeitet regelmäßig mit seinem Kollegen Robert Krause zusammen. Sie gründeten 2014 die Schreibschule Club23, die 23-tägige Writers’ Rooms u. a. für die Bavaria Film, ARD, UFA, ZDF, Degeto Film, HessenFilm und Medien, Hochschule für Fernsehen und Film München und Filmakademie Baden-Württemberg veranstaltet.
Die Adaption von Peter Pranges Roman Unsere wunderbaren Jahre durch Robert Krause und Florian Puchert erreichte im März 2020 einen Zuschauerrekord in der ARD-Mediathek. Ihre Serie Dignity wurde 2021 für den Grimme-Preis nominiert.
Florian Puchert ist Schlagzeuger in der Death-Metal-Bands Commander. Er war Schlagzeuger in den Bands Common Grave, Festering Saliva, Deathless.

## Filmografie (Auswahl)
- 2004: Komm Näher
- 2006: Blood Trails (Buch mit Robert Krause)
- 2007: Steel Trap (Junior-Producer)
- 2008: Blindlings (Buch mit Wolfgang Böhm & Wolfgang Weigl)
- 2009: Der König der Herzen (Buch)
- 2011: Teufelsnacht (Buch, Regie & Produktion mit Wolfgang Böhm)
- 2013: Wrong Place, Wrong Crime (Buch & Regie)
- 2013: Open Desert
- 2018: SOKO Köln: Der Tote im Tank (Buch)
- 2018: Bella Germania (Buch mit Robert Krause)
- 2019: Dignity (Buch mit Robert Krause)
- 2020: Unsere Wunderbaren Jahre (Buch mit Robert Krause)
- 2021: Blood Bath (Buch)

## Auszeichnungen
- 2006: Audience Award beim Dead by Dawn Filmfestival Edinburgh für Blood Trails
- 2011: Bester Kurzfilm beim Fright Nights Festival Wien für Teufelsnacht
- 2011: Gewinner „Kurz & Lustig“-Wettbewerb beim La.Meko Filmfestival Landau für Murphy’s Love
- 2021: Nominierung Grimme-Preis für Dignity